# KTHC Stadion Rot-Weiss

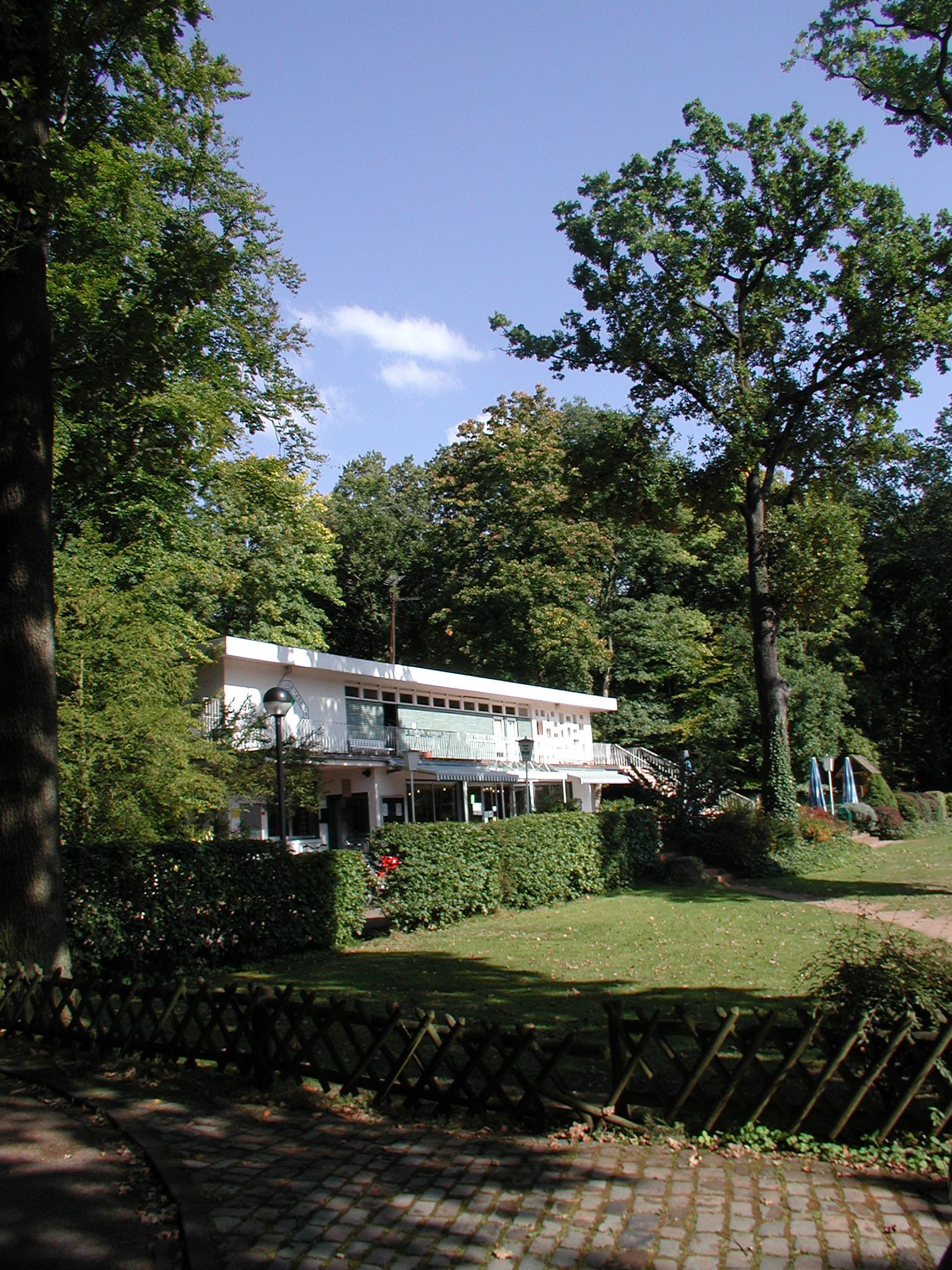
Clubhuis

KTHC Stadion Rot-Weiss (Kölner Tennis und Hockey - Club Stadion Rot-Weiss) is een Duitse hockey- en tennisclub.
Bekende tennissers van de club waren de eerste Duitse Wimbledonwinnares Cilly Aussem (1931) en drievoudig wereldkampioen Hanne Nüsslein. In 2014 promoveerde het herenteam naar de 1. Tennis-Bundesliga. In 2017 speelden Benoît Paire, Fabio Fognini, Andreas Seppi, Dustin Brown, Oscar Otte en Andreas Mies competitie voor de club.
De hockey-afdeling is zeer succesvol en behaalde vele prijzen.
- Mannen
  - Duits kampioen: 1972, 1973, 1974, 2009, 2010, 2013, 2015, 2016
  - Duits zaalhockey kampioen: 1974, 1978, 1986, 1989, 1992, 1993, 1995, 2009, 2012, 2017
  - Europacup zaalhockey: 1990, 1991, 1993, 1994, 1995, 1996, 2010
  - Euro Hockey League: 2017

- Vrouwen
  - Duits kampioen: 1998, 2003, 2007, 2012, 2014
  - Duits zaalhockey kampioen: 1965, 2012
  - Europacup I hockey: 1999
  - Europacup II hockey: 2000

## Bekende (oud-)hockeyers

### Mannen
- Volker Fried
- Mats Grambusch
- Tom Grambusch
- Tobias Hauke
- Marco Miltkau
- Jan-Marco Montag
- Mathias Müller
- Timur Oruz
- Moritz Trompertz
- Tibor Weißenborn
- Timo Weß
- Christopher Zeller
- Philipp Zeller
- Robbert Kemperman
- Vincent Vanasch
- Mink van der Weerden

### Vrouwen
- Yvonne Frank
- Christina Schütze